# Station Królewiec
Station Królewiec is een spoorwegstation in de Poolse plaats Królewiec.